# William McElcheran
William ”Bill” McElcheran, född i Hamilton 1927, död 1999 på samma ort, var en kanadensisk skulptör.

## Bilder

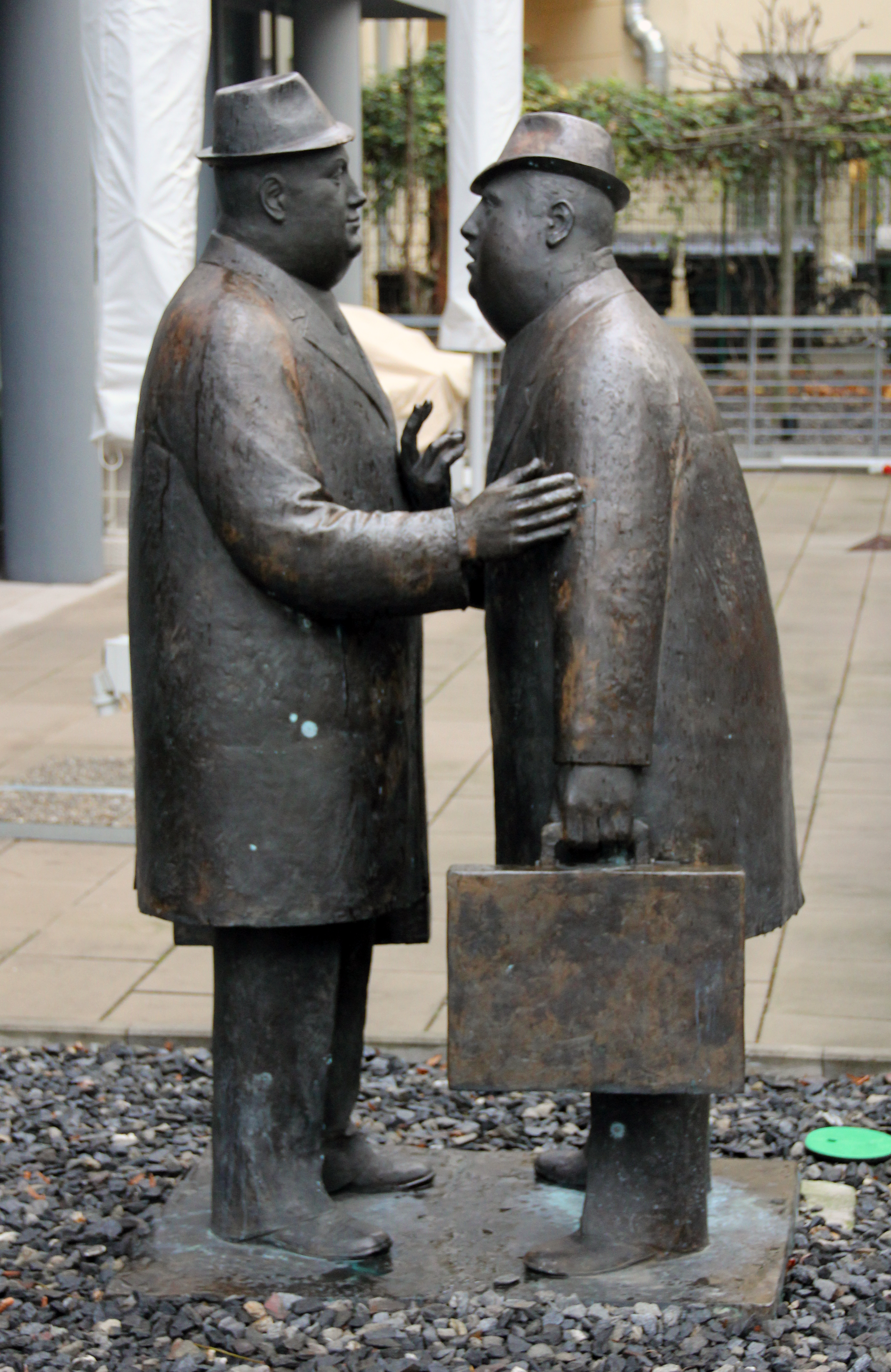
The Conversation, Berlin.
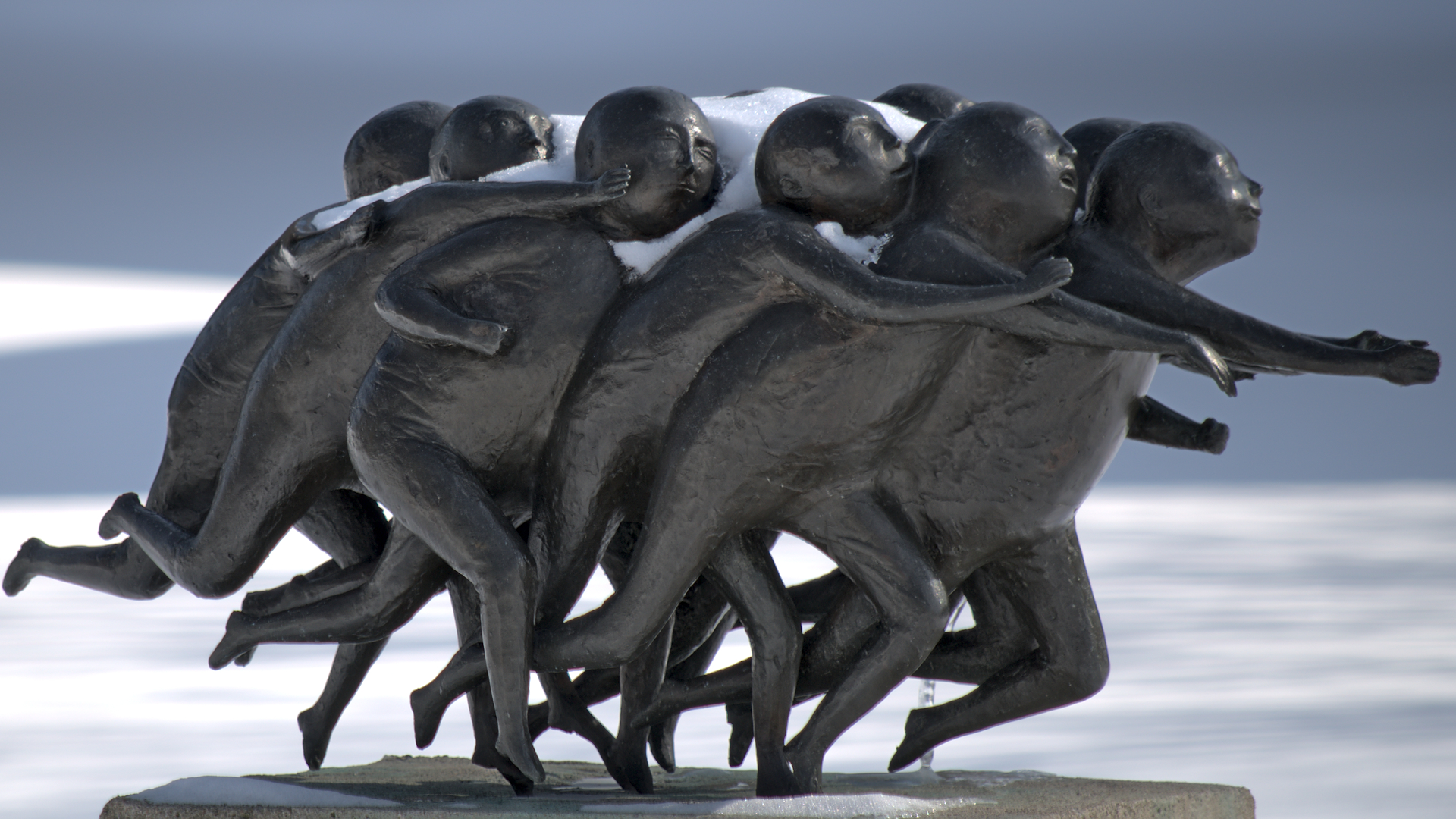
The Race, St. Catharines.
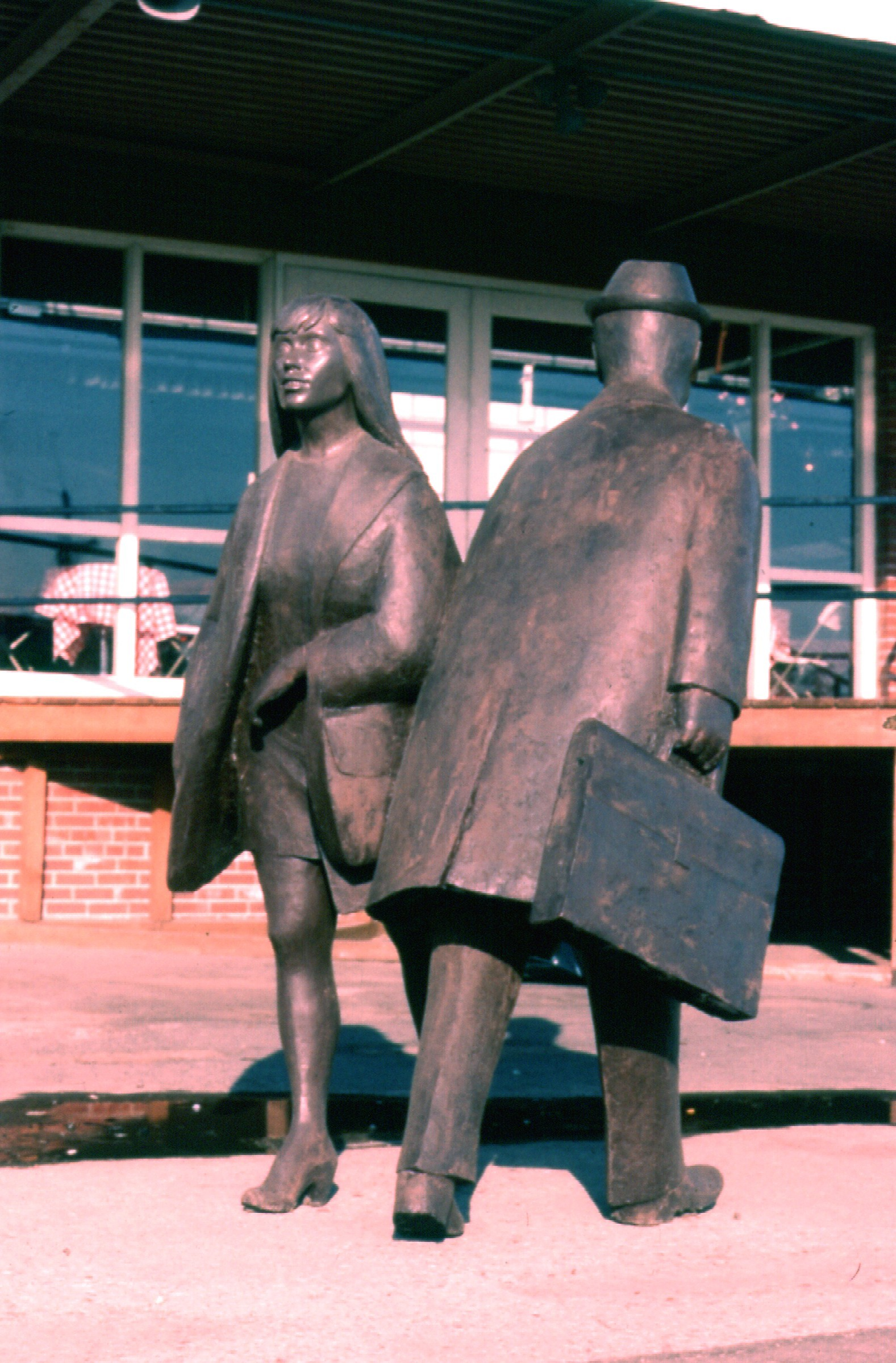
Encounter, Toronto.